# 上聖里吉斯 (紐約州)
上聖里吉斯（英語：Upper St. Regis）是位於美國紐約州富蘭克林縣的非建制地區。

## 歷史
上聖里吉斯的郵局於1904年設立，其後於1983年停運。

## 地理
上聖里吉斯所處的海拔為高於海平面501米（即1644英呎），而該地所採用的時區為UTC-5，即北美东部时区（EST）。同時該地設有夏令時間，為UTC-5調快一小時，即UTC-4（EDT）。